# Playa del Postiguet
La playa del Postiguet, o simplemente El Postiguet, está situada en la ciudad española de Alicante, en el barrio de Ensanche Diputación, lindando con los barrios de Santa Cruz y de Raval Roig-Virgen del Socorro.

## Etimología
Su nombre proviene de una pequeña puerta en la antigua muralla de Alicante que daba acceso a la ciudad, y que era denominada "el Postigo", la cual acabó dando nombre a la antigua calle alicantina del Postigo y a la playa del Postiguet.

## Características
Ubicada en pleno casco urbano alicantino, a los pies del Castillo de Santa Bárbara, se encuentra bordeada por un paseo marítimo, el paseo de Gómiz, cuajado de palmeras y presenta una ancha franja de dorada arena y aguas tranquilas. Además, sus vistas a la vertiente sur del monte Benacantil permiten apreciar la silueta rocosa conocida como la cara del moro.
El extremo este de la playa, junto a la estación de La Marina y al barrio de Vistahermosa, recibe el nombre tradicional de playa del Cocó y es el punto desde donde se lanzan los castillos de fuegos artificiales tras las fiestas de las Hogueras de San Juan.
Cabe destacar que tras la finalización de las obras del centro de la ciudad, la playa recuperó su bandera azul.
En abril de 2025 se inició la construcción de un nuevo espigón en el extremo este de la playa, en la zona del Cocó, con el objetivo de frenar la pérdida de arena y garantizar la estabilidad del arenal. La actuación, promovida por la Dirección General de la Costa y el Mar a través del Servicio Provincial de Costas en Alicante, contempla la retirada del dique existente desde 1993 y la construcción de una escollera perpendicular a la línea de costa, con forma de "L" y una longitud de 178 metros. Se espera que el nuevo espigón suponga un aumento de entre 205 y 240 metros cuadrados de superficie arenosa y sirva además para aislar la playa del vertido de aguas residuales procedente del desagüe del Cocó. El proyecto, con un presupuesto de 653 400 euros y un plazo de ejecución de seis meses, también busca mejorar la calidad del agua y proteger el entorno urbano.

## Historia

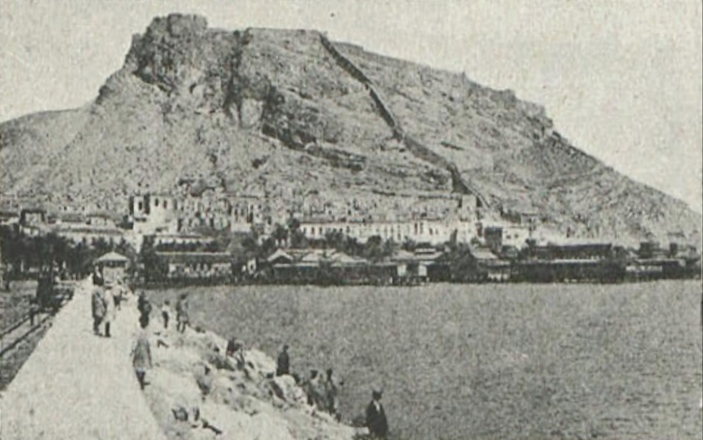
Fotografía publicada en 1921 del Postiguet con sus balnearios y el Benacantil al fondo

Hasta principios del siglo XX, el Postiguet era una playa formada principalmente de piedras, en la que los pescadores del barrio del Raval Roig varaban sus barcas. Asimismo, en la zona de levante, existía un matadero que vertía los desperdicios del sacrificio de reses al mar.
Con las nuevas costumbres higienistas se propició, ya desde finales del siglo XIX, que se le comenzara a dar un nuevo uso al Postiguet, transformándose en una playa de arena. Alicante fue una de las primeras ciudades españolas de la costa mediterránea en tener tren desde que el 25 de mayo de 1858 la reina Isabel II inaugurara la línea de ferrocarril Madrid-Alicante. Pero no fue hasta 1893 que empezaron a organizarse viajes de turistas a precios económicos en ferrocarril desde Madrid a Alicante. Este servicio ferroviario recibió el nombre popular de "tren botijo" debido a los  botijos que llevaban los turistas para combatir la sed y el calor durante su viaje. Así fue como el Postiguet se ganó el apelativo de "playa de Madrid". Estos trenes siguieron circulando sin interrupción hasta el año 1917, aunque la denominación popular pervivió durante décadas para los trenes que cubrían el mismo recorrido.
Por la misma época se levantaron hasta once balnearios para la toma de aguas y con servicio de restaurante. Construidos en forma de palafitos sobre estacas de madera, eran de eclécticos estilos, predominando el neoalambrismo y el modernismo. Estos balnearios quedaron destrozados por bombardeos durante la guerra civil española y, tras el conflicto, fueron totalmente demolidos y en su lugar se construyeron otros dos de mayores dimensiones.

## En la cultura popular
La playa es todo un icono para los alicantinos y es nombrada en algunas canciones populares, de las cuales la más conocida es La manta al coll, considerada como el himno informal de las Hogueras de San Juan y creada por los alicantinos José Arqués "Tolo", humorista y autor de la letra, y Manuel García Ortiz, músico.